# Киузафорте
Киузафо̀рте (на италиански: Chiusaforte; на фриулски: Sclûse, Склузе, на словенски: Kluže, Клуже) е село и община в Северна Италия, провинция Удине, автономен регион Фриули-Венеция Джулия. Разположено е на 391 m надморска височина. Населението на общината е 705 души (към 2010 г.).